# Spenglerův pohár 2014
Spenglerův pohár 2014 byl 88. ročníkem turnaje hokejových klubů, který probíhal od 26. do 31. prosince 2014 ve švýcarském Davosu. Účastnilo se ho šest celků (pět evropských klubů a výběr Kanady složený z hokejistů hrajících v evropských ligách), které byly rozděleny do dvou skupin po třech. Jedna byla pojmenovaná po Richardu Torrianim, druhá po Hansi Cattinim. Ve skupinách se celky utkaly systémem každý s každým. Druhý z první skupiny se následně utkal ve čtvrtfinále se třetím ze druhé skupiny a naopak. Vítězové těchto dvou soubojů postoupili do semifinále, v němž narazili na vítěze základních skupin. Vítězové semifinále se utkaly ve finále.

## Účastníci turnaje
- HC Davos (hostitel)
- Tým Kanada (tým složený z Kanaďanů hrajících v Evropě)
- KHL Medveščak
- HC Servette Ženeva
- Jokerit Helsinky
- Salavat Julajev Ufa